# Заходы (Павская волость)
Заходы — опустевшая деревня Порховского района Псковской области России. Входит в состав сельского поселения «Дубровенская волость».

## География
Находится в северной части района, в 41 км до Порхова, в 59 км от Боровичи. Водоёмов в деревне нет, ближайшие — река Шелонь и озеро Озеро .

## История
До 2015 года деревня входила в состав Павской волости. В 2015 году Павская волость была упразднена, деревня вошла в состав Дубровенской волости, в результате чего в составе муниципального образования стало две деревни под названием Заходы.

## Население
| 2001 | 2002 | 2010 |
| ---- | ---- | ---- |
| 4    | ↘3   | ↘0   |

Согласно результатам переписи 2002 года, в национальной структуре населения русские составляли 100 % от общей численности в 3 чел..

## Инфраструктура
Деревня Заходы заброшена.

## Транспорт
Просёлочные дороги.